# Гайворонська загальноосвітня школа №2
Загальноосвітня школа I—III ступенів № 2 м. Гайворона (раніше Гайворонська середня школа № 2, Гайворонська середня школа № 6) — державний загальноосвітній навчальний заклад, який здійснював освітню діяльність для здобуття учнями повної загальної середньої освіти за рівнями освіти І—III ступеня, розташований у місті Гайвороні Голованівського району (раніше Гайворонського району) Кіровоградської області.
Будівля школи є двоповерхова та займає територію площею 6300 метрів квадратних.
У школі є бібліотека та спортивна зала площею 148 метрів квадратних, яка забезпечена спортивним обладнанням та інвентарем. Окремо від навчальних приміщень розміщена їдальня на 120 місць із забезпеченням необхідних меблів.
У школі діяв радіовузол та обиралась шкільна радіоредколегія.
На фасаді справа від центрального входу у школу розміщено меморіальну дошку заслуженому вчителю України, Почесному громадянину, директору середньої школи № 2 м. Гайворона Ніколайчуку Олексі Нестеровичу.

## Історія школи
У післявоєнну відбудову та з подальшим розвитком Гайворонського району будуються нові приміщення навчальних закладів, восьмирічні школи реорганізовуються у середню школу. У 1961 році прийнято рішення про створення Гайворонську середню школа № 6. Згідно наказу Гайворонського районного відділу народної освіти від 16 серпня 1961 року № 889 на посаду директора школи було призначено МАРТИНЮКА Олександра Семеновича, а з 20 жовтня 1961 року він переводиться на посаду завідуючого Гайворонського райвно. З 20 жовтня 1961 року директором школи призначається НІКОЛАЙЧУК Олекса Нестерович, заслужений вчитель України, який очолив творчий та талановитий колектив педагогів зі своїми традиціями.
Станом на травень 1962 року у навчальному закладі працювало 35 педагогічних працівників.
З серпня 1965 року Гайворонську середню школу № 6 перейменовано на Гайворонську середню школу № 2.
Школа стала осередком освіти та культури. У школі усі предмети викладалися українською мовою.
З 1967 року учні почали навчатися у 2 зміни, працювали гуртки та заняття поглибленого вивчення шкільних предметів (українська мова та література, історія та суспільствознавство, фізика тощо). З року в рік кількість учнів збільшувалася, тому виникла потреба добудови школи. Допомагали всі: батьки, учні, вчителі та підприємства міста, які надали фінансову допомогу. На шкільній площадці перед центральним входом у школу було побудовано 3 фонтани.
У 70—80–х роках у середній школі навчалося понад 600 учнів.
За 56 років  існування школи колектив зазнавав змін, одні йшли на заслужений  відпочинок, на зміну їм приходила молодь, збільшувалися учнівські та педагогічні колективи. У педагогічному колективі працювали відомі вчителі Кіровоградщини кандидат педагогічних наук Самовол Петро Ісаакович, заслужений вчитель України, керівник районного об'єднання вчителів молодших класів Харламова Ніна Никифорівна, вчитель–методист, відмінник народної освіти УРСР, керівник районного методичного об'єднання вчителів української мови та літератури Гонтарук Віра Порфирівна, відмінник народної освіти УРСР Горбатий Анатолій Ілліч, відмінник народної освіти УРСР Манзій Людмила Петрівна, відмінник народної освіти СРСР Чернега Валентина Юхимівна, Комірний Олександр Іванович та інші.
На початку 70–х у школі була започаткована позакласна з української мови і літератури, а також краєзнавча робота (керівник В. П. Гонтарук). Учні систематично вели «Літопис цікавих справ», «У нас у всюди друзі», де висвітлювали дружбу з своїми ровесниками — учнями Гусевіцької 8–річної школи Буда-Кошельовського району Гомельської області Білоруської РСР, історичні факти з Літературно-меморіального музею М. М. Коцюбинського, музею Київської кіностудії імені О. Довженка.
З 1980 року було започатковано позакласну роботу з математики (керівник (П. І. Самовол), фізики (А. І. Горбатий), з 1985 — хімії (керівник Л. П. Манзій).

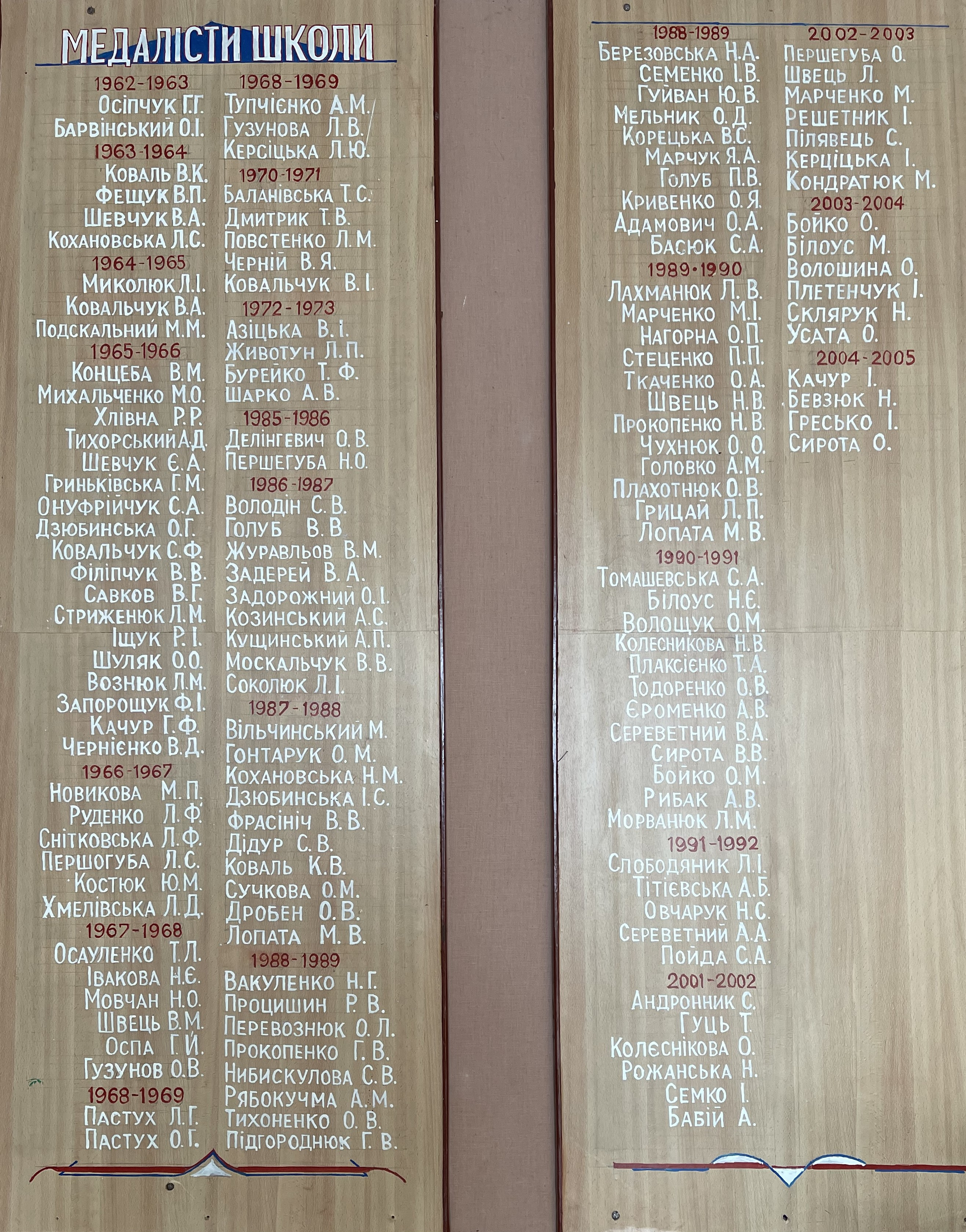
Золоті медалісти школи 1962 - 2005 навчальних років. Фото з Дошки пошани учнів, які навчалися у середній школі № 2 (розміщено у фойє школи). Жовтень, 2023 року.

У 1986—1988 роках діяв клуб історичної та політичної грамотності «Діалог» (керівник О. І. Комірний).
Протягом 80-х років у школі зміцнювалося учнівське самоврядування. Учні самостійно систематично вели стінгазети, готували радіопередачі, розробляли і  проводили радіолінійки. У 1983/84 навчального року у школі навчалося 574 учні, з яких 162 особи у початкових класах, 319 осіб у 4—8 класах, 52 особи у 9 класі, 93 особи у 9—10 класах. За результатами навчання було успішно атестовано (на відмінно) 93 учня, з яких 37 осіб у початкових класах, 42 особи у 4—8 класах, 10 осіб у 9 класі, 14 осіб у 9—10 класах.
Найкращих успіхів школа досягла у 1982—1993 роках, коли її учні систематично ставали переможцями всесоюзних, республіканських, всеукраїнських, обласних, районних олімпіад з математики, фізики, хімії, української мови та літератури, історії, географії, права та інших предметів. Багаторазовими переможцями та призерами таких шкільних предметних олімпіад були Валерій Журавльов, Сергій Володін, В'ячеслав Фрасинич, Олександр Гонтарук, Олександр Мельник, Максим Марченко, Олег Волощук, а також переможцями ставали Семенко Алла, Плахотнюк Олександр, Олександр Дробен, Оксана Підлісна, Олена Кривенко, Вадим Вакуленко, Наталя Василишина, Тітієвська Алла, Людмила Слободяник, Віктор Янкул, Людмила Осієвська та інші. Багаторазовим переможцем командного суперництва школярів у районних олімпіадах ставала команда середньої школи № 2. Г. І. Ліщук був засновником шкільного кабінету профорієнтації, працював над розвитком профільного навчання.
Постійно вивчали захоплення та інтереси учнів. В усіх без виключення класах проводилися опитування учнів лише з одним питанням «Ким ти бачиш себе в майбутньому?» та за наслідками опитування формували різновікові загони за інтересами. Наказом директора призначали керівників загонів з числа педагогів. На заняття загонів запрошували фахівців, які знайомили дітей з майбутніми професіями. Найбільш масовим виявився загін бажаючих стати педагогами (керівник В. П. Гонтарук), а також авіаторів (керівник Л. О. Палій), військових (керівник І. С. Теслюк, вів стрілецький гурток). За ініціативи заступника директора школи з позакласної та позашкільної виховної роботи Чабан Олени Іванівни проводилась робота над створенням у школі телевізійної системи.
Заступник директора з навчально–виховної роботи Полянова Любов Володимирівна приділяла багато уваги методичній роботі. У цей час вивчався та впроваджувався у школі кращий досвід роботи педагогів інших шкіл.
Завдяки ідеям П. І. Самовола  у 1992 році було створено експериментальний клас прискореного навчання «Самоосвіта». Цього ж року на базі загальноосвітньої школи І—III ступенів № 2 м. Гайворон відбувся Всеукраїнський семінар вчителів математики. Педагоги приїхали заслухати «секрети» педагогічної майстерності П. І. Самовола  (вів семінар В. В. Дивак, завідувач кабінетом математики Центрального інституту удосконалення вчителів).
З квітня 1993 року Гайворонську середню школу № 2 перейменовано на загальноосвітню школу І—III ступенів № 2 м. Гайворона, яка функціонувала до 2017 року.
У серпні 2017 року на базі загальноосвітньої школи І—III ступенів № 2  м. Гайворона та Гайворонської гімназії – загальноосвітньої школи І—III ступенів № 5 було утворено Гайворонське навчально–виховного об'єднання № 2 «Загальноосвітня школа–гімназія І—III ступенів», а у 2018 році було перейменована в комунальний заклад «Гайворонський ліцей № 2» Гайворонської районної ради Кіровоградської області, де Гайворонська філія № 1 Навчально–виховного об'єднання № 2 «Загальноосвітня школа–гімназія І—III ступенів» перейменована в Гайворонську філію № 1 Комунального закладу «Гайворонський ліцей № 2» Гайворонської районної ради Кіровоградської області.
З січня 2021 року навчально–виховний заклад має назву Гайворонська філія № 1 комунального закладу «Гайворонський ліцей № 2» Гайворонської міської ради Кіровоградської області.

## Директори школи
Директорами школи працювали: 
- (08–10.1961)          — МАРТИНЮК Олександр Семенович;
- (10.1961–08.1963) — НІКОЛАЙЧУК Олекса Несторович, заслужений вчитель України, почесний громадянин міста Гайворона;
- (09.1963–08.1965) — НАСТЕНКО Анатолій Павлович;
- (08.1965–10.1979) — БЕЛІНСЬКИЙ Станіслав Миколайович;
- (10.1979–08.1982) — НАСИПАНА (РУСАНОВА) Світлана Іванівна;
- (08.1982–12.1993) — ГОНТАРУК Микола Миколайович;
- (01.1994–10.1996) — КОМІРНИЙ Олександр Іванович;
- (11.1996–01.2008) — МАЦІЄВСЬКИЙ Андрій Андрійович;
- (06.2008–03.2009) — ДАНИЛЕНКО Ольга Миколаївна;
- (03.2009–08.2013) — ПОШЕНКО Юлія Володимирівна;
- (08.2013–08.2017) — КОВАЛЬ Наталя Василівна.

З січня по червень 2008 року виконувачем обов'язки директора школи була ЯНИШИНА Валентина Миколаївна.

## Педагогічний колектив

### Учителі математики
Рудківська (Завальнюк) Галина Василівна, Мартинюк Віра Сафонівна, Фещук Парасковія Омелянівна, Юрченко Олена Миколаївна, Корчова Марія Павлівна, Перевознюк (Чернега) Валентина Юхимівна, Кобець Людмила Тимофіївна, Насипана Світлана Іванівна, Ліщук Григорій Іванович, Самовол Петро Ісаакович, Стародуб Наталія Онисимівна, Філіпчук Марія Дмитрівна, Кохановська (Шестаковська) Наталія Миколаївна, Гронська Олена Василівна, Гончарук Галина Володимирівна, Забіяка Ірина Антонівна, Мєх Ігор Анатолійович

### Учителі фізики
Гонтарук Микола Миколайович, Горбатий Анатолій Ілліч, Янишина Валентина, Боруцька Олена Олександрівна, Камінська Марія Володимирівна

### Учителі хімії
Манзій Людмила Петрівна, Степаненко Інна Василівна

### Учителі української мови та літератури
Гонтарук Віра Порфирівна, Плахотнюк Ніна Яківна, Долгова Наталя Миколаївна, Грабова Зоя Петрівна, Зіменко Тетяна Петрівна, Перекальчук Наталія Петрівна

### Учителі англійської мови
Корольова Олена Афанасіївна, Гороховська Лідія Степанівна, Горбата Ельвіра Анатоліївна, Голуб Віра Євдокимівна, Бевзюк Світлана Анатоліївна, Шаргородська Ольга Григорівна

### Учителі російської мови та літератури
Белінська Валентина Михайлівна, Палій Лариса Олександрівна, Коренюк Валентина Володимирівна, Козинська Галина Василівна, Мєх Наталія Олексіївна

### Учителі історії
Белінський Станіслав Миколайович, Деркач, Першогуба Наталія, Комірний Олександр Іванович, Семко Наталя Григорівна

### Учителі географії
Семенко Елла Микитівна, Іщук Юлія Михайлівна, Побережна Ольга Нікандрівна

### Учителі з військової підготовки
Теслюк Іван Семенович, Зеленко Дмитро Іванович

### Учителі біології
Лановлюк Валентина Олексіївна, Зеленко Таїсія Григорівна, Фефілова Ольга Михайлівна

### Учитель інформатики
Юрченко Тетяна Михайлівна

### Учителі початкових класів
Савранська Галина Василівна, Осадчук Галина Пилипівна, Харламова Ніна Никифорівна, Сухачова Людмила Миколаївна, Шуваєва Людмила Миколаївна, Жук Ганна Якiвна, Балеско Ольга Миколаївна, Ковальчук Людмила Іванівна, Лопушанська Ольга Миколаївна, Пасєчнік Тетяна Володимирівна, Рекечинська Людмила Василівна

### Учителі з фізичної культури
Сіренко Іван Тимофійович, Кольченко Ганна Олександрівна, Манзюк Євгеній Олександрович, Лопатюк Любов Сергіївна

### Учителі музики
Волощук Володимир Минович, Боруцька Олена Олександрівна

### Організатори позакласної та позашкільної виховної роботи
Чабан Олена Іванівна, Лановлюк Валентина Олексіївна, Муржак Павло Степанович, Полянова Любов Володимирівна, Блашків Галина Василівна

### Соціальний педагог
Гринчук Світлана Олексіївна

## Громадські ініціативи
У 1968 році за ініціативи директора Гайворонської середньої школи № 2 Белінського Станіслава Миколайовича було відкрито краєзнавчий музей Гайворонщини, експонати якого було розміщено у клубі залізничників імені Воровського.
У березні 1992 року відбулись установчі збори районної організації Всеукраїнського товариства «Просвіта» імені Тараса Шевченка. Делегати з усіх шкіл району на зборах обрали правління та голову районної організації — учительку української мови та літератури Гайворонської середньої школи № 2 Гонтарук Віру Порфирівну.

## Випускники — гордість школи
- Андроник Катерина — поетеса, закінчила Київський державний університет імені Т. Г. Шевченка[18];
- Володін Сергій — учасник всесоюзної  олімпіади з математики, закінчив  вище військове училище імені Баумана;
- Гонтарук Олександр Миколайович — переможець  районних, призер обласних олімпіад з фізики та хімії, кандидат фізико-математичних наук, заслужений працівник фізичної культури і спорту України. Старший викладач Національного університету фізичного виховання і спорту України, автор понад 50 наукових праць з проблемних питань гуманітарної сфери, зокрема 14 з розвитку державно-приватного партнерства у галузі фізичної культури і спорту України. Крім того, має 23 наукові праці з питань досліджень фізики напівпровідників, у тому числі 7 наукових статей у фахових журналах, серед них  3 – у міжнародних, 6 публікацій на актуальні проблеми молоді та розвитку молодіжної політики в Україні. Очолював Всеукраїнську молодіжну громадську організацію «Демократичні перетворення України» (травень 1996 — червень 2017). Завідувач відділу Директорату внутрішньої та гуманітарної політики Офісу Президента України (до 2019 року Головного управління з питань внутрішньої політики Адміністрації Президента України)[19];
- Дідур Сергій Володимирович — доктор економічних наук, закінчив Харківське вище військове авіаційне училище радіоелектроніки та Міжнародний інститут менеджменту. Автор низки наукових праць з проблем економіки. Професор Кременчуцького національного університету імені Михайла Остроградського[20];
- Журавльов Валерій Михайлович — кандидат фізико-математичних наук, двічі призер всесоюзних олімпіад та пʼятиразовий переможець республіканських олімпіад з математики, кандидат фізико-математичних наук. Автор низки наукових праць з математики, публікацій у журналі «Квант». Закінчив аспірантуру та викладав у Московському державному університеті імені М. Ломоносова;
- Мельник Олександр  Васильович — переможець районних та обласних олімпіад з математики, призер республіканських (всеукраїнських) олімпіад з математики (три роки підряд починаючи з 5 класу виступав за 8 клас), нагороджений у 1992 році — дипломом III ступеня Всеукраїнської олімпіади юних математиків (7 клас), а у 1993 році – дипломом ІІ ступеня Всеукраїнської олімпіади юних математиків (8 клас), закінчив Київський національний університет імені Тараса Шевченка;
- Мельник Олександр Дмитрович — переможець районних та обласних олімпіад з математики, призер республіканських олімпіад з математики, навчався у Московському державному університеті імені М. Ломоносова;
- Мороз Юрій Леонідович — генерал поліції третього рангу, очолював Головне управління МВС України в місті Києві (02—03.2014), Головне управління національної поліції в Миколаївській області Міністерства внутрішніх справ України (2016—2018), працював радником Голови Національної поліції України[19],  а також працював віце-президентом з питань безпеки у «Авант Банку» (2012—2013)[21];
- Мудрий Олександр Іванович — заслужений лікар України, начальник Медичного реабілітаційного центру МВС України «Південний Буг», м. Хмільник Вінницької області;
- Мудрий Сергій Іванович — заслужений лікар України, кандидат медичних наук, директор Всеукраїнського реабілітаційно-оздоровчого спортивного об'єднання «Колос» у м. Києві;
- Олександрук (Гупало) Людмила Петрівна — письменниця, авторка казок «Плаксива Настуня», «Розмова з ангелом», «Крилаті захисники», «Півник і його хоробре серце», «Папуга та ластівка», «Як ослик Мося рахувати вчився» та ін., авторка 15 літературних творів та 2 книг «Як ослик Мося друзів шукав» (2013) та «Таємниця вишитого рушника» (2020);
- Петрушевський Петро Григорович — заслужений працівник сфери послуг України, депутат обласної ради від політичної партії Всеукраїнське об'єднання «Батьківщина» (обрано у 2015 та 2020 роках), голова правління Кіровоградської обласної спілки споживчих товариств з 2002 року, голова Правління Спілки споживчих товариств Кіровоградської області[22];
- Суботін Валерій Олександрович — генерал-майор,  екс начальник управління прикордонної служби Адміністрації Державної прикордонної служби України;
- Телятников Анатолій Веніамінович — чотириразовий чемпіон світу з городкового спорту, рекордсмен світу з пластикових бит (на 10 і 20 фігур), президент Федерації городкового спорту Вінницької області, тренер чоловічої збірної команди Вінниччини, тренер жіночої і юнацької збірних команд Кіровоградщини[23];
- Янковський Михайло Петрович — генерал-майор міліції у відставці, закінчив Київську вищу школу МВС СРСР (1982) та Дніпропетровський державний технічний університет залізничного транспорту (2002), працював на керівних посадах МВС у Івано-Франківській та Львівській областях, начальник кримінальної міліції в місті Києві, начальник Головного управління Державної адміністрації залізничного транспорту України (2010—2011), заступник голови Львівської обласної державної адміністрації (2012—2014), представник Укрзалізниці у Верховній Раді України (2014—2018), повноважний представник України у Бюро по координації боротьби з організованою злочинністю та іншими небезпечними видами злочинів на території держав-учасниць Співдружності Незалежних Держав (м. Москва) (2005—2006), перший проректор Львівського інституту внутрішніх справ при Національній академії внутрішніх справ України.  Працював у посольствах України в Болгарії та Російській Федерації[19][24].

## Захисники-герої України
- Білоус Віталій Миколайович (29.07.1972 р.н.) — військовослужбовець 3-ї окремої штурмової бригади (ССО «Азов»), воював у гарячих точках біля Гостомеля, на Запорізькому та Донецькому напрямках, загинув 13 березня 2023 року у боях піл час оборони Бахмуту Донецької області. За особисту мужність, виявлену у захисті державного суверенітету та територіальної цілісності України, самовіддане виконання військового обов’язку нагороджений орденом «За мужність» ІІІ ступеня (посмертно). Навчався у Гайворонській середній школі № 2[25];
- Гончарук Олександр Володимирович (3.04.1987 р.н.) — стрiлець 49-го окремого штурмового батальйону «Карпатська Січ» імені Олега Куцина, загинув 20 серпня 2024 року під час бою поблизу населеного пункту Неліпівка Бахмутського району Донецької області[26]. Навчався у Гайворонській середній школі № 2;
- Горбатюк Олександр Михайлович (7.09.1980 р.н.) — старший сержант 2 стрілкового батальйону 6 стрілкової роти, героїчно загинув у бою з російськими окупантами в селищі Новодонецьке Донецької області[27]. За особисту мужність, виявлену у захисті державного суверенітету та територіальної цілісності України, самовіддане виконання військового обов’язку нагороджений орденом «За мужність» III ступеня (посмертно)[28]. Навчався у Гайворонській середній школі № 2;
- Крутько Валерій Миколайович (11.09.1973 р.н.) — військовослужбовець 176 окремого батальйону територіальної оборони, брав участь в обороні Харківщини та Донеччини.  13 жовтня 2022 року при виконанні бойового завдання біля населеного пункту Бахмут, Донецької області отримав поранення не сумісні з життям. Навчався у Гайворонській середній школі № 2[29];
- Ляховський Богдан Сергійович (26.05.1992 р.н.) — кулеметник 176 окремого батальйону територіальної оборони (в/ч А7342), загинув 23 вересня 2024 року в районі Нововоронцовки Херсонської області[30]. Навчався у Гайворонській середній школі № 2;
- Манзюк Євгеній Олександрович (08.09.1990 р.н.) — молодший лейтенант, командир взводу зв’язку десантно-штурмового батальйону 80–ї окремої десантно-штурмової бригади (в/ч 0284), загинув 27 травня 2022 року у бою з російськими загарбниками поблизу населеного пункту Берестове Бахмутського району Донецької області. За особисту мужність, виявлену у захисті державного суверенітету та територіальної цілісності України, самовіддане виконання військового обов’язку нагороджений орденом Богдана Хмельницького ІІІ ступеня (посмертно)[31]. З 2013 по 2016 роки працював учителем з фізичного виховання у загальноосвітній школі I—III ступенів № 2 м. Гайворона[32];
- Мулько Віталій Миколайович (30.05.1983 р.н.) — старший солдат 1 роти 2 взводу 88 батальйону територіальної оборони, загинув 15 листопада 2022 року під час мінометного обстрілу поблизу міста Бахмут Донецької області. За особисту мужність і самовіддані дії, виявлені у захисті державного суверенітету та територіальної цілісності України нагороджений орденом «За мужність» III ступеня (посмертно)[33]. Навчався у Гайворонській середній школі № 2;
- Рудий Богдан Сергійович (15.08.2001 р.н.) — старший солдат, оператор БпАК відділення управління командира 2 мінометної батареї 34-го окремого мотопіхотного батальйону, загинув 12 січня 2025 року поблизу міста Вовчанськ Харківської області [34]. Навчався у Гайворонській середній школі № 2;
- Сімчук Володимир Іванович (26.03.1978 р.н.) — військовослужбовець, загинув 12 березня 2022 року під час ракетного удару по аеродрому Канатово під Кропивницьким. За особисту мужність і самовіддані дії, виявлені у захисті державного суверенітету та територіальної цілісності України, вірність військовій присязі нагороджений медаллю «Захиснику Вітчизни» (посмертно)[35]. Навчався у Гайворонській середній школі № 2[36];
- Сметанський Вадим Олексійович (10.12.1995 р.н.) — військовослужбовець 80–ї окремої десантно-штурмової бригади (в/ч А0284), загинув 26 лютого 2022 року у місті Буча Київської області під час боротьби з російськими окупантами. За особисту мужність і самовіддані дії, виявлені у захисті державного суверенітету та територіальної цілісності України, вірність військовій присязі нагороджений орденом «За мужність» III ступеня (посмертно)[37]. Навчався у Гайворонській середній школі № 2;
- Шарков Андріан Андрійович (2.10.1980 р.н.) — військовослужбовець 17-й окремої важкої механізованої Криворізької бригади імені Костянтина Пестушка, пізніше служив у 253-го окремому штурмовому батальйоні «Арей», загинув 20 жовтня 2024 року під час обстрілу евакуаційного автомобіля у селі Осоївка Сумської області[38]. Навчався у Гайворонській середній школі № 2.